# Eladio Rosabal Cordero
Eladio Rosabal Cordero   (Heredia, 15 de setembre de 1894 - Heredia, 26 d'abril de 1965) fou un futbolista costa-riqueny de la dècada de 1920.
Pel que fa a clubs, destacà a Club Sport La Libertad i Club Sport Herediano, club del qual en fou fundador. Between 1921 and 1933, Rosabal Cordero played for Herediano and won eight Primera División de Costa Rica championships.
Fou internacional amb la selecció de Costa Rica en dos partits, essent també seleccionador nacional l'any 1921.